# هبيرة
هبيرة إحدى مدن الجمهورية التونسية، تقع في ولاية المهدية.
هبيرة من المعتمديات التابعة لولاية المهدية تبعد عن مقر الولاية 89 كلم. تحدها 3 ولايات أخرى وهي صفاقس القيروان سيدي بوزيد.بلغ العدد الاجمالي لسكانها 11000 ساكن حسب إحصائيات 2016.
تتميز هبيرة بالفلاحة العصرية من خلال عدد الابيار العميقة الموجودة بالمنطقة كما تنتج اجود أنواع الزياتين، بالرغم من ابتعاد هذه المنطقة عن المدن الا انها شهدت تطورا ملحوضا مع دخول الالفية الجديدة.

## تاريخ المنطقة
كانت هبيرة قديما تسمى سوق بن رمضان نسبا لرمضان بن محمد بن رمضان. لهبيرة تاريخ لا يعرفه الكثير حيث كانت محل نزاع دائم وعنيف بين إثنين من أعرق القبائل التونسية وهما جلاص والسواسي كلاهما يريد هذه الأرض نظرا لخصوبتها. تواصل النزاع لسنوات طويلة حتى أت رمضان بن محمد بن رمضان وهو من عائلة من أصل تركي تواجدت في المهدية منذ القرن السابع عشر وهي من العائلات الحاكمة في تونس في تلك الفترة ليفك النزاع ويقرر لمن ستنتمي هذه الأرض، حيث قرر أنها ستكون تابعة لقبيلة السواسي وأطلق عليها اسم «سوق بن رمضان» حيث أصبح بن رمضان يمتلك أراض شاسعة في السواسي وبوثدي وجمال وغيرها .أصبح سوق بن رمضان من أكبر أسواق تونس في القرن التاسع عشر.